# Георги Зафиров
Георги Атанасов Зафиров е потомствен лекар и хекимин (аптекар), работил в средногорския град Панагюрище.
Георги Зафиров е роден в Пещера през 1838 г. и след като получава класическо образование, заминава за Влашко, за да изучава фармация. По време на следването си установява връзки с българските емигранти и става привърженик на техните бунтовни настроения. През 1863 г. се завръща от Букурещ с две дипломи – една по фармация и друга по медицина. Започва практика като аптекар в Копривщица. Тук се запознава с панагюрския комитетски деятел Петко Бояджиев, по професия кундурджия (обущар). Терзията (шивач) Стефан Попов от Велико Търново и те провеждат конспиративна дейност. По-късно Зафиров и Попов се преместват да живеят и работят в Панагюрище.
През 1870 г., когато апостолът Васил Левски е в Панагюрище, те се срещат на два пъти с него, за да обсъдят комитетските въпроси. Попов, Кундурджията, Зафиров и други се срещат с него за втори път, което става през 1871 година, когато той идва заедно с Ангел Кънчев и Димитър Общи. Попов, Зафиров и учителите Константин Десимиров и Искрьо Мачев правят съвещание и след като поговорили, поговорили, двамата учители и Левски отишли в класното училище край река панагюрска Луда Яна (днес Средно училище „Нешо Бончев“). Както и много други панагюрци, те се поставят на разположение на Военния съвет. На Георги Зафиров било възложено да организира медицинското обслужване в града, с оглед на очакваните бойни действия. За целта влиза в задължение, с парите от което по-късно цери на позициите участниците в боевете при Маньово бърдо и ранени членове на Хвърковатата чета на Георги Бенковски.
Когато турската редовна войска и башибозук начело с Хафъз паша нахлуват в града на 30 април 1876 г., семейството на Зафиров заедно с други семейства се укрива. Но за нападателите не е било трудно да разбият пътната врата на къщата и да подгонят укрилите се хора. Някои, изплашени до смърт, успели да избягат в Сираковата къща, в която след три денонощия без хляб и вода са били открити отново. Зафиров в този момент спасил живота си благодарение на втората си съпруга Марийка, която дала богат откуп на грабителите. В дните на панагюрското въстание са заловени 418 души, които, завързани със синджири, са закарали пеша в Пазарджик. Натикали ги в Куршум хан, където се провежда разследване, придружено с жестоко изтезаване. После ги подкарали за Филибе заедно с пазарджишките затворници, между които е бил и Константин Величков, който се е старал да вдъхне кураж на малодушните. Там били подложени на тежки мъчения в продължение на 80 дни. На затворниците, в това число и на Георги Зафиров, били издадени смъртни присъди, но благодарение на дадената под натиска на европейската комисия за разследване на жестокостите, извършени от турците по време на Априлското въстание на обвиняемите е дадена амнистия и екзекуцията им била отменена.
След Освобождението на Панагюрище от руските войски през декември 1877 г. двамата с Марийка съграждат наново опожарените си къща и аптека. Въпреки изплащането на дълговете той твърде често оказва медицински грижи безплатно на панагюрци. Дори с трудностите по издръжката многобройното си семейство с шест деца, три от които са от първата му починала жена, има и три деца от втория брак, той се отказва от предложената му поборническа пенсия. Две внучки и един внук на аптекаря поборник също избират неговата професия.
Георги Зафиров умира в Панагюрище през 1910 година.